# Rio Carangola
O rio Carangola é um curso de água que banha os estados de Minas Gerais e do Rio de Janeiro, sendo assim um rio federal, tributário do rio Muriaé e, portanto, sub-afluente do rio Paraíba do Sul. Nasce no município de Orizânia, Minas Gerais, e sua foz está situada no município de Itaperuna, Rio de Janeiro, apresentando 130 km de extensão. Os três saltos que o rio Carangola apresenta no município de Tombos, Minas Gerais, foram um dos pontos definidos em 1843 na fixação do limite entre os territórios de Minas Gerais e do Rio de Janeiro.

## Municípios banhados pelo rio Carangola

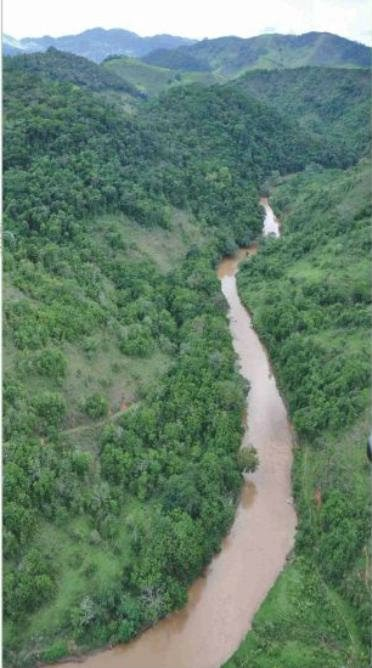
Rio Carangola

Seguindo o curso do rio, da sua nascente à sua foz, os  municípios banhados pelo rio Carangola são Orizânia, cidade no sopé das montanhas que dividem a bacia do rio Carangola da bacia do rio Doce, cidade esta onde nasce o rio Carangola, Divino, Carangola, Faria Lemos, Tombos, Porciúncula, Natividade e Itaperuna, sendo que em Itaperuna o rio Carangola tem a sua foz ao desaguar no rio Muriaé.

### Municípios mineiros
- Orizânia (nascente)
- Divino
- Carangola
- Faria Lemos
- Tombos

### Municípios fluminenses
- Porciúncula
- Natividade
- Itaperuna

## Maiores municípios

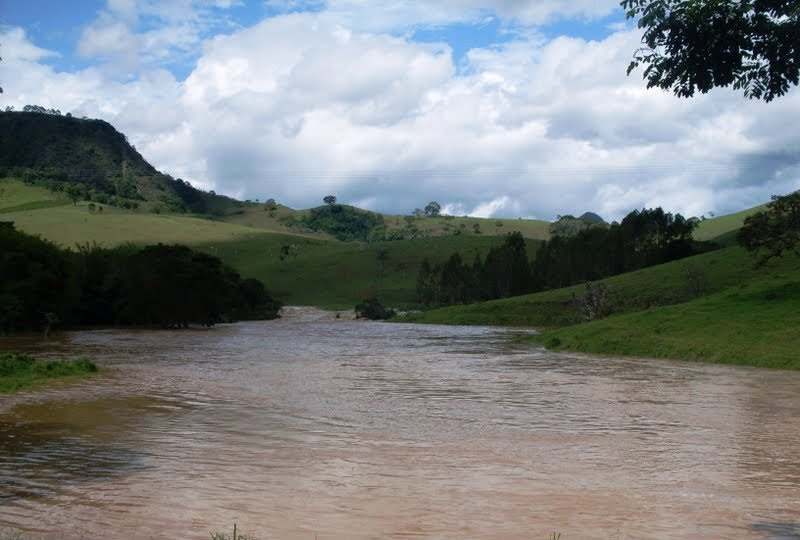
Rio Carangola

Os maiores municípios da bacia do rio Carangola são Carangola, no Estado de Minas Gerais, e Itaperuna, no Estado do Rio de Janeiro.

## Usinas hidrelétricas
- Pequena Central Hidrelétrica - Carangola (PCH - Carangola)
- Central Geradora Hidrelétrica Divino (CGH em Carangola)
- Usina Hidrelétrica de Tombos - UHE